# Elezioni parlamentari in Austria del 1994
Le elezioni parlamentari in Austria del 1994 si tennero il 9 ottobre per il rinnovo del Nationalrat, il Consiglio nazionale.
In seguito all'esito elettorale, Franz Vranitzky, esponente del Partito Socialdemocratico d'Austria, fu confermato Cancelliere, nell'ambito di un governo di grande coalizione col Partito Popolare Austriaco.

## Risultati
| Liste                                                       | Voti      | %     | Seggi |
| ----------------------------------------------------------- | --------- | ----- | ----- |
| Partito Socialdemocratico d'Austria                         | 1 617 804 | 34,92 | 65    |
| Partito Popolare Austriaco                                  | 1 281 846 | 27,67 | 52    |
| Partito della Libertà Austriaco                             | 1 042 332 | 22,50 | 42    |
| I Verdi                                                     | 338 538   | 7,31  | 13    |
| Forum Liberale                                              | 276 580   | 5,97  | 11    |
| Iniziativa Cittadina contro la Svendita dell'Austria        | 41 492    | 0,90  | –     |
| Partito Comunista d'Austria                                 | 11 919    | 0,26  | –     |
| Comunità Elettorale Cristiana                               | 9 051     | 0,20  | –     |
| Verdi Uniti dell'Austria                                    | 5 776     | 0,12  | –     |
| Partito della Legge Naturale                                | 4 209     | 0,09  | –     |
| Verdi Civici d'Austria Democratici Liberi - Unione Liberale | 2 504     | 0,05  | –     |
| Il Partito Migliore                                         | 581       | 0,01  | –     |
| Fritz Georg                                                 | 482       | 0,01  | –     |
| Totale                                                      | 4 633 114 | 100   | 183   |

| Riepilogo dei voti (+/- elezioni 1990)  | Riepilogo dei voti (+/- elezioni 1990) | Riepilogo dei voti (+/- elezioni 1990) | Riepilogo dei voti (+/- elezioni 1990) | Riepilogo dei voti (+/- elezioni 1990) | Riepilogo dei voti (+/- elezioni 1990) | Riepilogo dei voti (+/- elezioni 1990) |
| --------------------------------------- | -------------------------------------- | -------------------------------------- | -------------------------------------- | -------------------------------------- | -------------------------------------- | -------------------------------------- |
| Partito Socialdemocratico d'Austria     | Partito Socialdemocratico d'Austria    | Partito Socialdemocratico d'Austria    |                                        |                                        | 34,92%                                 | ▲ 3,14                                 |
| Partito Popolare Austriaco              | Partito Popolare Austriaco             | Partito Popolare Austriaco             |                                        |                                        | 27,67%                                 | ▲ 0,62                                 |
| Partito della Libertà Austriaco         | Partito della Libertà Austriaco        | Partito della Libertà Austriaco        |                                        |                                        | 22,50%                                 | ▼ 0,61                                 |
| I Verdi                                 | I Verdi                                | I Verdi                                |                                        |                                        | 7,31%                                  | ▼ 2,50                                 |
| Forum Liberale                          | Forum Liberale                         | Forum Liberale                         |                                        |                                        | 5,97%                                  | ▼ 0,45                                 |
| Altri <1,00%                            | Altri <1,00%                           | Altri <1,00%                           |                                        |                                        | 1,64%                                  | ▼ 0,13                                 |
| Riepilogo dei seggi (+/- elezioni 1990) |                                        |                                        |                                        |                                        |                                        |                                        |
|                                         |                                        |                                        |                                        |                                        |                                        |                                        |
| SPÖ                                     | 65                                     | ▼ 15                                   |                                        | Die Grünen                             | 13                                     | ▲ 3                                    |
| LIF                                     | 11                                     | ▲ 11                                   |                                        | ÖVP                                    | 42                                     | ▼ 8                                    |
| FPÖ                                     | 52                                     | ▲ 9                                    |                                        |                                        |                                        |                                        |